# Niwot
Niwot ou Left Hand (en français connu sous le nom de Main-Gauche), né vers 1820 et mort le 29 novembre 1864 lors du massacre de Sand Creek, est un chef arapaho. 
Diplomate et interprète, il a négocié la paix entre les colons blancs et les Cheyennes et les Arapahos pendant la ruée vers l'or de Pikes Peak et la guerre du Colorado.
Niwot vivait le long du Front Range et hivernait près du site de l'actuel Boulder, dans le Colorado. Parlant couramment l'anglais, il était souvent invoqué comme traducteur et interprète dans les négociations entre les chefs tribaux et les colons. Éminent défenseur de la paix pendant les négociations, il chercha à désamorcer la tension croissante entre les groupes autochtones et les colons.
Niwot était parmi les chefs qui se sont conformés au gouverneur du Colorado John Evans et au colonel américain John Chivington pour déménager à Fort Lyon, où ils devaient attendre un accord de paix. Les Arapahos et Cheyennes qui sont allés à Fort Lyon ont de nouveau été transférés à Sand Creek. 
De nombreux noms de lieux du comté de Boulder rendent hommage au chef Niwot, notamment Niwot, Left Hand Creek, Left Hand Canyon, Niwot Mountain, Niwot High School (en), Niwot Elementary, Niwot Ridge (en) et Left Hand Brewing Company (en). Une citation du chef Niwot est également diffusée dans le comté de Boulder et est connue sous le nom de malédiction de Niwot's curse (en).

## Biographie
Le lieu et la date exacte de naissance de Niwot sont inconnus. Au début de la ruée vers l'or du Colorado, il a environ 40 ans, ce qui situe sa naissance dans les années 1820. Les Arapahos sont nomades et s'étendent à travers les Grandes Plaines occidentales. Niwot peut être né n'importe où dans le Kansas, le Nebraska, le Wyoming, l'Oklahoma ou le Colorado.
Niwot a deux frères et sœurs, Neva et Mahom. Son nom de naissance, selon la coutume de dénomination d'Arapaho, signifie probablement qu'il était véritablement gaucher. 
Pendant l'enfance de Niwot, les colons blancs établissent des forts sur les terres des Arapahos, comme Fort Saint Vrain (en) et Bent's Fort dans le Colorado. La sœur de Niwot, Mahom, se marie avec un colon de Bent's Fort en 1833. Le colon, devenu le beau-frère de Niwot, John Poisal, enseigne l'anglais à Niwot. Niwot et Poisal semblent avoir maintenu une relation amicale, car en 1846 le récit d'un colon mentionne Niwot en reconnaissance à travers la rivière Arkansas au nom de Poisal. 
Dans les années 1830 et 1840, la présence blanche sur le territoire arapaho augmente rapidement, en raison de facteurs tels que la ruée vers l'or en Californie, la guerre américano-mexicaine et la colonie mormone de l'Utah. Le passage de plus de colons blancs à travers les Grandes Plaines coïncide avec des épidémies de choléra parmi les Arapahos qui ont considérablement réduit leur population.
Certains Arapahos du Sud, de concert avec des membres des Comanches, attaquent ces convois de colons en 1846 et 1847. Niwot, bien que capable de participer aux raids, choisit de ne pas le faire et plaide pour leur cessation. Cependant, la tension continue à monter entre les colons blancs et les groupes indigènes. Les deux groupes font des efforts pour négocier la paix, ce qui aboutit à la signature du traité de Fort Laramie en 1868. Niwot, bien que n'étant pas encore un membre éminent, a probablement assisté à la signature. 
Dans les années 1850, il est de plus en plus évident que l'activité blanche sur le territoire des Arapahos se poursuivrait malgré le traité de Fort Laramie. Comme Niwot est l'un des rares Arapahos à parler couramment l'anglais, Hosa, le principal chef des Arapahos du Sud, s'appuie sur lui comme traducteur. 
En 1858, devenu chef Niwot, il voyage avec sa femme et ses enfants vers l'est des États-Unis, apparemment pour se renseigner sur l'agriculture que les Arapahos sont curieux d'employer. À leur retour, Niwot installe un camp dans l'actuel comté de Boulder.
Après son retour, un groupe de chercheurs d'or dirigé par le capitaine Thomas Aikens installe un avant-poste près de Boulder Creek, tout près du camp d'hiver des Arapahos. Niwot et d'autres membres éminents quittent leur campement près de Valmont Butte pour rencontrer les prospecteurs. Les récits de la rencontre entre Aikens et les chefs arapahos diffèrent. Les membres du groupe d'Aikens allèguent que Niwot leur a permis de rester dans la région, tandis que d'autres récits soutiennent que Niwot a demandé à Aikens de partir immédiatement, car il ne pouvait pas garantir la sécurité des prospecteurs. Il est généralement admis que certains dirigeants arapahos, préoccupés par la proximité des colons blancs de leurs terres d'hiver, étaient hostiles à Aikens, tandis que Niwot a appelé à la paix entre les deux groupes. 
Les années 1850 voient la création de cantons le long du Front Range, alors que les chercheurs d'or se dirigent vers la création de colonies permanentes sur le territoire des Arapahos. L'une de ces colonies, la ville minière de Denver, est proche de la principale colonie du chef Hosa et de la majorité de la tribu des Arapahos du Sud. Malgré la proximité croissante des colonies blanches avec les terres arapahos, Niwot et Hosa maintiennent leur position de coexistence pacifique avec les Blancs. Après le succès de l'extraction de l'or à Cherry Creek et la découverte d'or à Boulder Canyon, Thomas Aikens décide de créer la Boulder City Town Company en février 1859, reniant sa promesse à Niwot que son groupe ne resterait que temporairement à Boulder Valley. Ces événements ont incité Niwot à déplacer sa bande plus au nord, plus loin des colonies blanches en pleine croissance.
En 1859, Niwot et Hosa rencontrent Horace Greeley à Denver pour mener une série d'entrevues, avec Niwot agissant en tant que traducteur de Hosa. Greeley qualifie Niwot de « rusé » et note sa résistance à l'idée de s'adapter à un mode de vie agricole sédentaire. 
En 1860, alors que Niwot est loin de son village, un groupe de Blancs d'Auraria, dans le Colorado, viole plusieurs femmes arapahos. Les Blancs, dirigés par Charles Gardner, sont rapidement condamnés et soumis à une réunion publique à Auraria, et à son retour Niwot accepte de permettre à Auraria de gérer leur punition, plutôt que de riposter à l'attaque. Gardner et d'autres blancs n'ont finalement été accusés d'aucun crime.
La tension entre les colons blancs et les groupes amérindiens augmente rapidement au début des années 1860. Les Arapahos de Niwot concentrent leurs raids à cette époque sur les tribus rivales, notamment les Utes. Cependant, certains Arapahos sous Niwot volent occasionnellement des colons blancs, au mépris de ses ordres. Cela le force à renoncer à un certain contrôle, mais en juillet 1860, les raids ont cessé et Niwot semble être de nouveau aux commandes.
En 1861, Niwot et quelques autres Arapahos tentent de voter lors d'une élection qui se tient à Denver. Les Blancs présents affirment que les Arapahos ne méritent pas de voter, car ils ne payent aucune taxe foncière.
Niwot est l'un des rares dirigeants arapahos et cheyennes à ne pas avoir signé le traité de Fort Wise. Il fait valoir que la signature a été spécifiquement prévue pour un moment où il ne pouvait pas être présent, car il était le seul chef tribal qui pouvait parler arapaho, cheyenne et anglais. Sa conviction est que les chefs qui ont signé le traité ont été amenés à accepter des conditions qu'ils ne comprenaient pas. À la suite du traité, les chefs cheyennes et arapahos en viennent à être d'accord avec la position de Niwot ; la tension de longue date entre les tribus et les colons blancs se transforme rapidement en guerre.
Quelques semaines seulement après la signature du traité de Fort Wise, les  Cheyennes commencent à attaquer et à incendier des ranchs isolés. Stationnée à Fort Wise, une compagnie de troupes américaines commandée par le major John Sedgwick est prête à riposter. Dans son camp près de Denver, Niwot continue à adopter une approche pacifique et reste en dehors des combats. Ses efforts pour négocier la paix se concentrent sur une relation avec William Byers (en), le rédacteur en chef du Rocky Mountain News. Niwot veut que Byers informe ses lecteurs de Denver que les Arapahos du Sud maintiennent une attitude amicale envers les colons blancs.
Niwot et Hosa déposent également des plaintes contre le résultat du traité de Fort Wise, déclarant que la nourriture est rare pour les Arapahos et que les promesses faites lors du traité n'ont pas été tenues. 
En avril 1861, le chef Niwot et quinze Arapahos entrent à l'Apollo Theatre de Denver et montent sur scène une fois le spectacle de la soirée terminé. Niwot s'adresse directement au public, leur rappelant que les Arapahos sont amicaux et les exhortant à cesser de se battre avec les autres tribus des plaines.
Le 12 juin 1861, le Rocky Mountain News publie une histoire selon laquelle Niwot, avec d'autres Arapahos, est entré par effraction dans une maison et a volé à un éleveur des vêtements, de la nourriture et son fusil. La semaine suivante, Niwot rencontre William Byers pour demander une rétractation. Niwot déclare que l'éleveur avait battu un enfant arapaho, incitant Niwot à entrer dans sa maison et à demander un remboursement. La femme de l'éleveur a offert la marchandise à l'Arapaho, qui l'a acceptée et est parti. Byers a également imprimé la version de l'histoire de Niwot. 
En 1863, les conditions de Niwot et des Arapahos du Sud se détériorent. La famine et les épidémies de coqueluche et de diarrhée sont généralisées. Niwot et les autres chefs arapahos sont de plus en plus incapables d'empêcher de petites bandes de guerriers arapahos d'attaquer les colons blancs, et à la suite d'un soulèvement des Sioux en 1862 dans les plaines du nord, les colonies frontalières comme Boulder et Denver se sont tournées vers des fonctionnaires territoriaux nouvellement nommés pour atténuer le risque de violence.
Au début de 1863, l'agent indien Samuel Colley décide de répondre à la fois aux préoccupations des colons concernant la violence et à la colère des tribus face au traité non respecté de Fort Wise en conduisant une délégation de chefs arapahos à Washington pour rencontrer le président Abraham Lincoln. Colley, qui a été impliqué dans la gestion du traité, quitte Fort Wise tôt et sans Niwot, espérant une fois de plus empêcher Niwot de servir de traducteur. Cependant, le frère de Niwot, Neva, fait partie de la délégation. Neva peut également parler anglais et raconte que John Smith, le principal traducteur à la fois à la signature du traité et à Washington, a qualifié Niwot de chef mineur sans importance. 
Au Colorado, des groupes de Sioux, d'Arapahos du Sud, d'Arapahos du Nord et de Cheyennes se réunissent pour discuter de la perspective d'une guerre. Alarmé par cette rencontre, le gouverneur John Evans rencontre Niwot et plusieurs autres Arapahos. Niwot note que les Arapahos ne doivent pas accepter la guerre, mais Evans conclut que les tribus, à l'exception de quelques bandes d'Arapahos du Sud, prévoient d'attaquer les colonies blanches. 
Alors qu'Evans prend des mesures pour faire respecter les termes du traité de Fort Wise, Niwot et les Arapahos sont continuellement en proie à la famine, à la maladie et à la sécheresse. En septembre 1864, Niwot, Hosa et de nombreux Arapahos du Sud arrivent à Fort Wise (maintenant rebaptisé Fort Lyon) et demandent à être transférés dans les terres des réserves promises par le traité original. 
En mai 1864, le gouverneur John Evans apprend qu'une armée de guerriers sioux, cheyennes, kiowas et comanches se rassemble près de la Republican River. Il note qu'un seul groupe d'Arapahos — le groupe du chef Niwot — refuse de rejoindre le parti de la guerre. 
Le 11 juin 1864, quatre Arapahos du Nord attaquent un ranch à une cinquantaine de kilomètres au sud de Denver, où ils tuent et scalpent les quatre membres de la famille Hungate,. Evans et d'autres résidents de Denver interprètent l'attaque comme une déclaration de guerre.
Niwot reste dans la région autour de la rivière Arkansas au Kansas pendant cette période, obtenant de la nourriture et d'autres fournitures pour son peuple à proximité de Fort Larned. Il refuse les demandes des voisins Kiowas de se joindre aux attaques contre le fort et tente d'avertir les responsables de Fort Larned de la menace. Le capitaine J.W. Parmeter a systématiquement ignoré ces avertissements.
Après qu'un groupe de Kiowas a volé des chevaux à Ford Larned, les Arapahos de Niwot les récupèrent et tentent de les ramener au fort. Parmeter tire sur eux au lieu de recevoir les chevaux. Niwot rapporte qu'il n'est pas trop irrité par l'agression, mais qu'il n'a pas été en mesure de retenir la colère de ses guerriers après l'attaque. Les Arapahos du Sud commencent à attaquer la piste de Santa Fe à ce moment-là, bien que Niwot n'ait ni préconisé les attaques, ni participé personnellement à celles-ci. 
En août 1864, le gouverneur Evans publie une proclamation autorisant les citoyens du Colorado à tuer tout Amérindien soupçonné d'être hostile. Ceux qui se rassemblent à des points de rencontre prédéterminés doivent être traités comme pacifiques. De nombreux chefs arapahos, y compris Niwot, n'ont pas été mis au courant de la proclamation et ne se sont pas dirigés vers les forts qu'Evans avait spécifiés. Evans note dans un rapport plus tard ce mois-là qu'il ne savait pas où se trouvaient le chef Niwot ou le chef Hosa. 
À la fin du mois d'août, le chef Niwot voyage pour rencontrer Black Kettle, un chef cheyenne qui s'est également fermement opposé à la guerre. Black Kettle et Niwot convoquent un conseil, dans l'espoir de convaincre les groupes disparates de leurs tribus respectives de demander la paix. Niwot et Black Kettle réussissent à convaincre les autres chefs d'une résolution pacifique, mais doivent maintenant convaincre les responsables blancs de la même chose. Des émissaires de la paix de Black Kettle auprès des soldats stationnés au Fort Lyon ont déjà été la cible de tirs. Avec l'aide de William Bent (en) et d'Edmond Guerrier, les chefs rédigent une lettre au major Edward Wynkoop, alors commandant du fort Lyon, informant le major de leur intention pacifique. Une autre copie de la lettre a été envoyée à l'agent indien Samuel Colley. Wynkoop, malgré les protestations de ses officiers, accepte de quitter Fort Lyon pour rencontrer personnellement les chefs.
Niwot, Black Kettle et les autres chefs rencontrent ainsi Wynkoop dans son camp le 10 septembre 1864. Niwot est à nouveau le seul homme de la délégation à parler cheyenne, arapaho et anglais. Il soutient à Wynkoop que ses intentions ont toujours été pacifiques et que les raids des Arapaho du Sud contre les colons blancs se sont produits sans son consentement.
Bien que les négociations aient été couronnées de succès et que Colley et Wynkoop aient transmis l'intention pacifique des tribus des plaines au gouverneur Evans, ces ouvertures sont largement rejetées. Evans ordonne au colonel John Chivington de commencer à attaquer les tribus à la recherche d'ennemis. Soucieux de la sécurité de leur peuple, un consortium d'Arapahos dirigé par Niwot, Hosa, Neva, Storm et No-Ta-Nee quitte les camps et vient à Fort Lyon. Niwot se conforme au major Scott Anthony, maintenant responsable du fort, et demande aux Arapahos du Sud de renoncer à leurs armes. Comme toujours, Niwot informe Anthony que les Arapahos du Sud n'ont pas l'intention d'entrer en guerre avec les colons blancs. 
En novembre 1864, Anthony informe Niwot et Hosa que Fort Lyon ne fournirait plus les Arapahos du Sud vivant dans le fort. Déjà en mauvaise santé, Niwot et les autres Arapahos quittent le fort pour rejoindre Black Kettle et les Cheyennes déjà campés à Sand Creek.

### Le massacre de Sand Creek
Après des mois de patrouilles, John Chivington et son 3e régiment de cavalerie ne trouvent aucune tribu indigène hostile dans la prairie. Frustrés, ils se dirigent vers Sand Creek. Malgré le témoignage du major Edward Wynkoop, commandant de Fort Lyon, selon lequel les autochtones de Sand Creek n'ont pas attaqué, le colonel Chivington et ses hommes attaquent à l'aube du 29 novembre 1864, surprenant complètement les familles autochtones endormies. 
Le chef Black Kettle est sûr qu'il y a une erreur et lève à la hâte un drapeau américain et un drapeau blanc de reddition. Alors que les balles — y compris le seul barrage d'artillerie jamais lancé par un groupe sur un autre dans l'histoire de l'État du Colorado — pleuvent sur les Arapahos et Cheyennes qui se dispersent, il est rapporté que le chef Niwot se tient au milieu de la bataille, les bras croisés, refusant de combattre les hommes blancs qu'il croit encore être ses amis. 
Le chef Niwot est mortellement blessé et meurt quelques jours plus tard. Sur les dix tipis d'Arapahos campés à Sand Creek, soit environ 50 ou 60 Arapahos, seuls quatre ou cinq ont survécu. Aucune statistique exacte n'existe sur le nombre total d'indigènes tués lors du massacre de Sand Creek, mais la plupart des historiens évaluent ce nombre à environ 180. La plupart des morts étaient des femmes, des enfants et des personnes âgées,,. 
Le massacre de Sand Creek fut d'une telle atrocité que le président Abraham Lincoln, en pleine guerre civile, appelle à une enquête du Congrès sur la tragédie. Le Congrès qualifie l'incident « grossier et gratuit » de « massacre » plutôt que de « bataille ». Chivington est condamné pour ses actions. Le gouverneur Evans est démis de ses fonctions et le Colorado est placé sous la loi martiale. 
Le massacre du chef Niwot et de son peuple à Sand Creek représente un événement majeur qui a entraîné trois décennies de « guerres indiennes » dans l'Ouest.
Les combats entre les Blancs et les Arapahos se sont poursuivis. Le traité de Medicine Lodge, signé en 1867, place les Arapahos du Sud sur la Cheyenne and Arapaho Indian Reservation (en) dans l'Oklahoma, mais la résistance se poursuit jusqu'en 1869, lorsque le général Eugene Asa Carr, assisté de William Buffalo Bill Cody, finit par vaincre les Cheyennes et Arapahos à la bataille de Summit Springs, mettant fin à leur présence dans le Colorado. Les Arapahos du Nord ont continué à résister aux Blancs sept ans de plus jusqu'en 1876, combattant le général George Armstrong Custer à Little Bighorn avant d'être finalement conduit dans la réserve de Wind River dans le Wyoming.